# Crassula multiflora
Crassula multiflora (лат.) — вид суккулентных растений рода Толстянка (Crassula) семейства Толстянковые (Crassulaceae), естественно произрастающий на территории Капской провинции Южно-Африканской Республики.

## Ботаническое описание
Многолетние разветвленные кустарники, вырастают до 0,8 метра в высоту. Старые листья остаются на растении. Листья узкие и продолговатые, иногда эллиптические или обратно-ланцетные, размером от 25 до 70 мм в длину и от 3 до 6 мм в ширину. Они имеют тупую или округлую форму, слегка сплющенные и почти плоские с обеих сторон, с краевыми ресничками. Листья серо-зеленые, иногда приобретающие тускло-коричневый оттенок.
Соцветия представляют собой плоский или иногда округлый колосок с множеством мелких цветков. Чашечка состоит из узких треугольных долей длиной 2,5-3,5 мм, острых или слегка зубчатых по краям, мясистых, зеленых или коричневых. Венчик трубчатый, сливающийся у основания на 1-1,5 мм, кремового цвета; лепестки от обратно-ланцетных до пандуриформных, редко эллиптические, длиной 3,5-4,5 мм, с острым или игловидным кончиком, без выступа на вершине. Пыльники жёлтые.

## Распространение и экология
Этот вид растет от Киромсберга (Keeromsberg) до Лангеберха и Свартберга в районе Восточного Финбос-Реностервельда. Он обычно обитает среди валунов на каменистых склонах с южной экспозицией.

## Таксономия
Crassula multiflora Schönland & Baker f., первое упоминание в J. Bot. 36: 368 (1898).

### Подвиды
Подтвержденные подвиды в соответствии с данными сайта Plants of the World Online на 2024 год:
- Crassula multiflora subsp. leucantha (Schönland & Baker f.) Toelken
- Crassula multiflora subsp. multiflora